# كرسي بيوتشيه

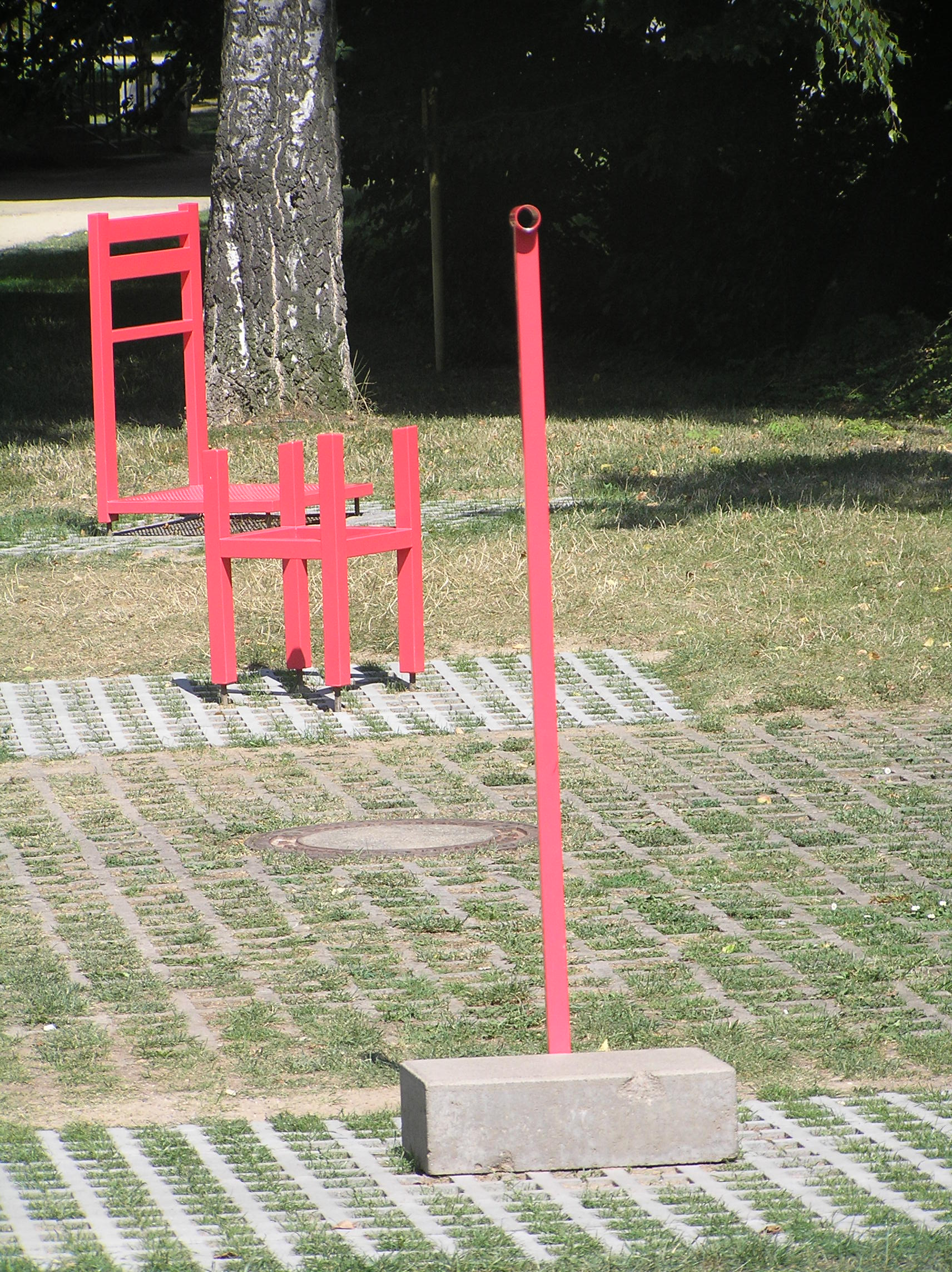
جزءا كرسي بيوتشيه.

كرسي بيوتشيه (بالإنجليزية: Beuchet Chair) هو أحد أنواع الخداع البصري صمم خصيصا للعب على المنظور البصري، حيث يعتمد على صفة طبيعية يتمتع بها النظام البصري، وهي افتراض أن الأشياء التي تناسب بعضها تبقى على الأرجح كذلك في جميع الأحوال.
يتكون هذا الخداع البصري من جزئي كرسي مفصولين،  يكون المسند أكبر من المألوف. يتم ابعاد أجزاء الكرسي عن بعضها بمقدار كبير بحيث يكون المقعد أبعد بكثير من السيقان. إذا تم النظر اليه من مكان مناسب، فسوف يقوم الإنسان بالافتراض أنه بكامله جزء واحد. وبما أنه لا أحد يتوقع أن يكون مسندا أكبر من المألوف و 4 سيقان عادية، فالدماغ يقوم بوصل الأجزاء جميعا ليظهر الشخص أو الشئ الموجود على الكرسي كقزم أو شئ مصغر.

## وصلات خارجية
- كرسي بيوتشيه | جامعة جنوب داكوتا